# 鄧肯·愛德華·歐捷頓
鄧肯·愛德華·歐捷頓（Duncan Edward Oughton，1977年6月14日—）一般称作歐捷頓，1977年6月14日生于卡羅里，紐西蘭职业足球运动员，现效力于美國職業足球大聯盟球会哥倫布機員，他曾為紐西蘭上陣25次射入2球。